# Harry Ebert
Harry Ebert, född 20 maj 1897 i Helsingborg, död 20 april 1986 i Stockholm, var en svensk pianist.
Ebert var känd som ackompanjatör till många av de stora operastjärnorna och sångsolisterna, och var bland annat under 25 år ständig ackompanjatör åt Jussi Björling och följde denne på de stora Amerikaturnéerna.

## Biografi
Harry Ebert föddes i Helsingborg.  Han studerade för Franz Xaver Neruda i Köpenhamn och vid Kungliga Musikkonservatoriet för Lennart Lundberg 1914–1917. Därefter blev han elev till bland annat Sergej Rachmaninov, innan han kom till Paris där han åren 1919–1924 studerade pianospel för Ricardo Vines och Alfred Cortot. 
Fram till 1937 var han verksam i Paris då han återvände till Sverige och var bland annat verksam som repetitör på Kungliga Teatern. Under sin mångåriga bana ackompanjerade Harry Ebert en rad storsångare. Förutom Jussi Björling kan nämnas Marian Anderson, Kirsten Flagstad, de finländska storsångarna Helge Lindberg och Kim Borg, Aulikki Rautawaara, Mattiwilda Dobbs, Lawrence Tibbett och Lawrence Winters. Ebert spelade också med många kända svenska sångartister som Brita Hertzberg, Gertrud Pålson-Wettergren, Elisabeth Söderström och Kerstin Meyer.
Ebert gav åtskilliga solistkonserter på scenen och i radio och spelade dubbelpiano med Sixten Ehrling.
Ebert var son till Axel Svenson och Elvira Sofia, född Thulin, samt farfar till Maya de Vesque.

## Diskografi
- Ett 30-tal inspelningar med Harry Ebert i Svensk mediedatabas
- Ett flertal inspelningar med Jussi Björling [6]